# Christus Salvatorkapel

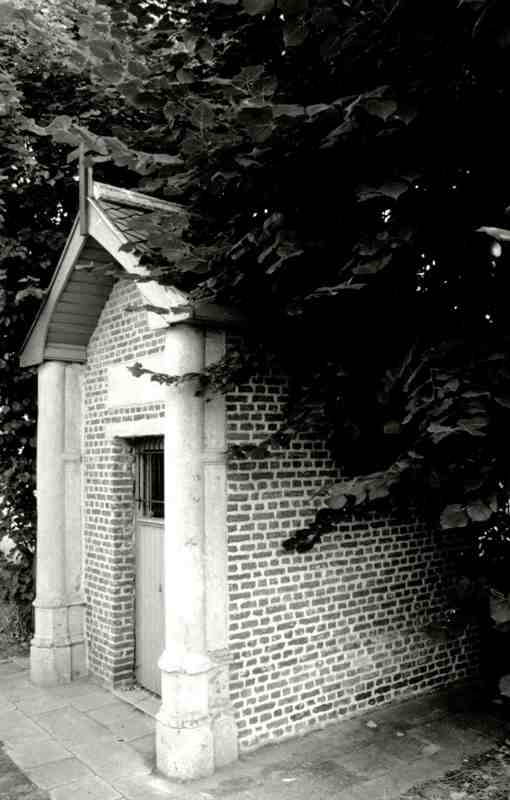
Christus Salvatorkapel

De Christus Salvatorkapel is een kapel in de tot de Antwerpse gemeente Nijlen behorende plaats Kessel, gelegen aan de Liersesteenweg.

## Geschiedenis
Al in 1651 was er sprake van een kapel op deze plaats, waar twee oude wegen elkaar kruisen. Omstreeks 1700 zou de huidige kapel zijn gebouwd, en in 1992 werd hij gerestaureerd.

## Gebouw
Het kapelletje heeft een rechthoekige plattegrond en een overkraging die wordt gestut door twee ingekorte pilaren van arduin. Deze staan op laatgotische sokkels die afkomstig zijn van een in 1508 door Laurens II Keldermans ontworpen doksaal dat omstreeks 1650 werd afgebroken.